# Konstantína Charalampídou
 (mars 2025).
 (février 2025).
Si vous disposez d'ouvrages ou d'articles de référence ou si vous connaissez des sites web de qualité traitant du thème abordé ici, merci de compléter l'article en donnant les références utiles à sa vérifiabilité et en les liant à la section « Notes et références ».
Konstantína Charalampídou (en grec moderne : Κωνσταντίνα Χαραλαμπίδου) est une biathlète grecque née le 13 juillet 2002 en Grèce. Elle commence le biathlon en 2019 à l'âge de 17 ans[réf. nécessaire]. Elle participe à sa première coupe du monde en 2024.

## Palmarès

### Championnat du monde
| Édition / Épreuve | Individuel | Sprint | Poursuite | Mass start | Relais | Relais mixte | Relais mixte simple |
| ----------------- | ---------- | ------ | --------- | ---------- | ------ | ------------ | ------------------- |
| Nove Mesto 2024   | 87e        | 91e    | —         | —          | —      | —            | 28e                 |
| Lenzerheide 2025  | 89e        | 91e    | —         | —          | —      | —            | —                   |

Légende :
- : non disputée par Konstantína Charalampídou

### Coupe du monde
|                     | Drapeau de l'Allemagne | Drapeau de l'Italie |
| ------------------- | ---------------------- | ------------------- |
| Sprint              | 92e                    | 97e                 |
| relais mixte simple | 24e                    | -                   |

### IBU cup
|                            | Drapeau de la Suède | Drapeau de la Norvège | Drapeau de la Suisse | Drapeau de l'Italie |
| -------------------------- | ------------------- | --------------------- | -------------------- | ------------------- |
| Sprint                     | 106e et 113e        | 94e                   | 62e                  | 70e                 |
| Qualification super sprint | -                   | 98e                   | -                    | -                   |
| Mass start 60              | -                   | -                     | DNF                  | -                   |

|                     | Drapeau de la Finlande | Drapeau de la Suède | Drapeau de la Norvège | Drapeau de l'Italie | Drapeau de l'Allemagne |
| ------------------- | ---------------------- | ------------------- | --------------------- | ------------------- | ---------------------- |
| Individuel          | 81e                    | -                   | -                     | -                   | -                      |
| Sprint              | 84e                    | 79e et 80e          | 71e                   | 60e                 | 70e et 72e             |
| Relais mixte simple | 21e                    | -                   | -                     | -                   | -                      |
| Mass start 60       | -                      | -                   | -                     | LAP                 | -                      |

### IBU cup junior
|                            | Drapeau de l'Allemagne |
| -------------------------- | ---------------------- |
| Qualification super sprint | 70e                    |
| Sprint                     | 72e                    |

|                     | Drapeau de la Slovénie |
| ------------------- | ---------------------- |
| Relais mixte simple | 15e                    |
| Sprint              | 68e et 56e             |